# Nepenthes palawanensis
Nepenthes palawanensis là một loài nắp ấm thuộc họ Nắp ấm. Đây là loài bản địa đỉnh núi Sultan trên đảo Palawan ở Philippines,, nơi nó mọc ở độ cao 1100-1236 mét trên mực nước biển. It was discovered in February 2010 by Jehson Cervancia and Stewart McPherson.
Loài này dường như có quan hệ gần gũi nhất với N. attenboroughii, mọc ở núi Victoria gần đó. Nepenthes palawanensis có thể phân biệt viwus N. attenboroughii bởi bình ấm lớn hơn đôi khi vượt chiều cao 35 cm, với dung tích 1,5-2 lít nước. ("Ấm" to nhất thuộc về loài N. rajah.) Một khác biệt khác so với N. attenboroughii là bình ấm của N. palawanensis có vạch lông đỏ hoặc da cam.
Nepenthes palawanensisđã được chọn là số 4 trong "10 khám phá loài mới phi thường và kỳ lạ từ một thập kỷ qua" của Chris Packham trong chương trình BBC Kỷ nguyên khám phá, được phát sóng lần đầu ngày 14/12/2010.
Khám phá của McPherson về loài N. attenboroughii đã giúp nhận được tình trạng bảo vệ địa phương đối với dãy núi Victoria; sau khi khám phá ra N. palawanensis, ông hy vọng sẽ đạt được một trạng thái tương tự cho dãy núi Sultan.
Nepenthes palawanensis tạo thành loài lai tự nhiên với N. philippinensis.